# Johnrehnia concisa
Johnrehnia concisa är en kackerlacksart som först beskrevs av Walker, F. 1871.  Johnrehnia concisa ingår i släktet Johnrehnia och familjen småkackerlackor. Inga underarter finns listade i Catalogue of Life.